# Hans Falck

## Biografi
Hans Sigurd Falck, född 7 september 1891 i Kristianstads församling, dåvarande Kristianstads län, död 27 augusti 1972 i Slottsstadens församling i Malmö, var en svensk jurist och ämbetsman, under många år verksam vid Rådhusrätten i Malmö.
Hans Falck var son till fältläkaren Torsten Falck och Louise Åkerblom. Efter studentexamen i Kristianstad 1910 läste han juridik, blev juris kandidat vid Lunds universitet 1917 och gjorde sin tingstjänstgöring i Västra Göinge domsaga 1917–1919. Han blev fiskal i Skånska hovrätten 1919, assessor vid Rådhusrätten i Malmö 1922, extra rådman 1935 samt rådman där 1947–1958. Han satt i ett flertal olika bolagsstyrelser, bland annat som ordförande.
Han var författare till publikationerna Från Göta hovrätt till Skånska hovrätten (1921) och Malmö hantverksförening 1826–1926 (1927). 
Hans Falck gifte sig 1917 med Maria "Ia" Hagander (1896–1967), dotter till häradshövdingen Axel Hagander och Ellen Hammar. Tillsammans fick de sönerna Carl-Axel (född 1918), Torsten (född 1922) och Bengt Falck (född 1927). Makarna Falck är begravda på Hörups kyrkogård.

## Utmärkelser
- Konung Gustaf V:s jubileumsminnestecken med anledning av 70-årsdagen
- Riddare av Nordstjärneorden
- Riddare av Vasaorden
- Kungliga Sällskapet Pro Patrias stora guldmedalj
- Sveriges hantverks- och småindustriorganisations guldmedalj
- Finska minnesmedaljen Pro benignitate humana